# Гемоглобин (фильм)
«Гемоглобин» (англ. Bleeders) — фильм 1997 года, основанный на фабуле рассказа «Затаившийся Страх» Говарда Филлипса Лавкрафта.

## Сюжет
В XVII веке юная голландская красавица-аристократка Эва Ван Даам соблазнила родного брата-близнеца…
Вскоре она с братом покинула Голландию и отправилась в Америку, где их никто не знал. И выстроили большой дом на маленьком острове, где жили одни рыбаки.
Наши дни. На остров приезжает молодой европеец Джон Штраус вместе со своей женой. Он смертельно болен и хочет разыскать своих родителей, которые отказались от него в детстве…

## В ролях
- Рутгер Хауэр — доктор Марлоу
- Рой Дюпюи — Джон Штраус
- Кристин Леман — Кэтлин
- Джеки Берроус — Лекси
- Джон Данн-Хилл — Хэнк